# Opsius draensis
Opsius draensis är en insektsart som beskrevs av Lindberg 1963. Opsius draensis ingår i släktet Opsius och familjen dvärgstritar. Inga underarter finns listade i Catalogue of Life.